# Лисичине (Вочин)
Лисичине (хорв. Lisičine) — населений пункт у Хорватії, у Вировитицько-Подравській жупанії у складі громади Вочин.

## Населення
Населення за даними перепису 2011 року становило 0 осіб.
Динаміка чисельності населення поселення:

## Клімат
Середня річна температура становить 10,78 °C, середня максимальна – 24,48 °C, а середня мінімальна – -5,07 °C. Середня річна кількість опадів – 823 мм.
| Клімат поселення                              | Клімат поселення | Клімат поселення | Клімат поселення | Клімат поселення | Клімат поселення | Клімат поселення | Клімат поселення | Клімат поселення | Клімат поселення | Клімат поселення | Клімат поселення | Клімат поселення | Клімат поселення |
| Показник                                      | Січ.             | Лют.             | Бер.             | Квіт.            | Трав.            | Черв.            | Лип.             | Серп.            | Вер.             | Жовт.            | Лист.            | Груд.            |                  |
| Середній максимум, °C                         | 6,87             | 8,22             | 12,68            | 16,38            | 21,36            | 24,48            | 23,64            | 23,04            | 19,16            | 14,59            | 9,09             | 4,86             |                  |
| Середня температура, °C                       | 0,90             | 2,24             | 6,69             | 10,40            | 15,38            | 18,51            | 20,45            | 19,86            | 15,95            | 11,39            | 5,88             | 1,65             |                  |
| Середній мінімум, °C                          | −5,07            | −3,72            | 0,73             | 4,44             | 9,44             | 12,55            | 17,25            | 16,66            | 12,75            | 8,19             | 2,70             | −1,54            |                  |
| Норма опадів, мм                              | 50               | 45               | 52               | 67               | 78               | 96               | 77               | 81               | 67               | 70               | 79               | 61               |                  |
| Середньомісячна швидкість вітру, м/с          | 2.17             | 2.42             | 2.71             | 2.61             | 2.36             | 2.16             | 2.10             | 1.91             | 1.98             | 2.04             | 2.16             | 2.21             |                  |
| Середньомісячна сонячна радіація, кДж/м²·день | 4226             | 6963             | 10825            | 15180            | 19307            | 21432            | 22124            | 19851            | 14666            | 9169             | 4791             | 3552             |                  |
| --------------------------------------------- | ---------------- | ---------------- | ---------------- | ---------------- | ---------------- | ---------------- | ---------------- | ---------------- | ---------------- | ---------------- | ---------------- | ---------------- | ---------------- |
| Джерело:                                      |                  |                  |                  |                  |                  |                  |                  |                  |                  |                  |                  |                  |                  |